# 尤莉亞·濟科娃
尤莉亞·濟科娃（俄语：Юлия Зыкова，1995年11月25日—），俄羅斯射擊運動員，她代表俄羅斯奧林匹克委員會隊參加了日本舉行的2020年夏季奧林匹克運動會，並且在女子50米步槍三姿比賽上獲得銀牌。